# 보이스-코드 정규화
보이스-코드 정규화 또는 BCNF 정규화란 Boyce-Codd Normal Form의 약자로서, 1974년 Raymond Boyce와 Edgar Codd가 만든 데이터베이스 정규화 형식을 말한다. 관계형 데이터베이스의 릴레이션 R에서 함수 종속성 X→Y가 성립할 때, 모든 결정자 X가 후보키이면 BCNF 정규형이 된다. 즉, 식별자로 쓰이는 속성이 일반속성에 종속되지 않아야 한다. 제3정규화를 통해서도 제거되지 않은 데이터의 중복 문제를 해결해 주기 때문에 일명 ‘제3.5정규화’라고도 부른다.